# Varanus caudolineatus
El Varano de Cola Rayada Australiano (Varanus caudolineatus) es un lagarto del género de los varanos (Varanus) que habita zonas boscosas y de praderas en la zona occidental de Australia. Tiene un tamaño algo inferior al de muchas otras especies de varanos, en edad adulta mide entre 8 y 10 centímetros de longitud, incluyendo la cola.
Presenta desde coloraciones terrosas claras y oscuras hasta ciertos matices verdosos o rojizos, habitando principalmente zonas de acacias.